# Digitaria perrieri
Digitaria perrieri är en gräsart som beskrevs av Aimée Antoinette Camus. Digitaria perrieri ingår i släktet fingerhirser, och familjen gräs. Inga underarter finns listade i Catalogue of Life.